# Nezwir
Nezwir (ukr. Незвір) – wieś na Ukrainie, w obwodzie wołyńskim, w rejonie rożyszczeńskim.